# Forças Armadas do Líbano

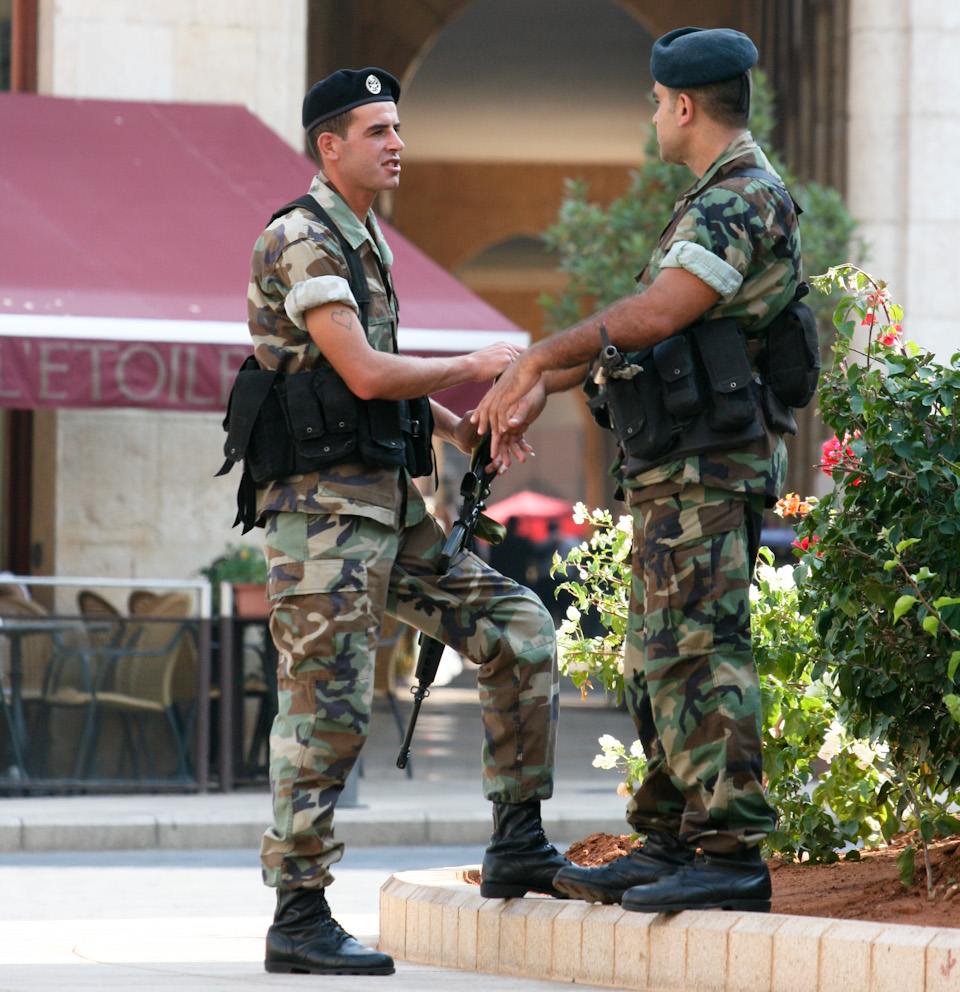
Soldados do exército libanês.

As Forças Armadas Libanesas (FAL) (em árabe:  القوات المسلحة اللبنانية, Al-Quwwāt al-Musallaḥa al-Lubnāniyya) ou Forces Armées Libanaises (FAL) em francês, também chamadas apenas de Exército Libanês (em árabe: الجيش اللبناني ou "Armée libanaise" em francês), é a principal força militar da República do Líbano. Seu lema é "Honra, Sacrifício, Lealdade" (em árabe: "شرف · تضحية  · وفاء" - Sharaf.Tadhia.Wafa').
Conforme dados de 2006, cerca de 85% do equipamento detido pela FAL era de fabricado nos Estados Unidos, com os restantes 15% a serem de origem britânica, francesa e soviética. Em 2015, a FAL adquiriu 10 veículos blindados VBTP-MR Guarani do Brasil.